# Boucekastichus homocerus
Boucekastichus homocerus är en stekelart som beskrevs av Andriescu 1971. Boucekastichus homocerus ingår i släktet Boucekastichus och familjen finglanssteklar.
Artens utbredningsområde är Rumänien. Inga underarter finns listade.